# Tippeligaen 2014
La Tippeligaen 2014 fue la 70a edición de la máxima división del Fútbol de Noruega. La competición, llamada Tippeligaen por razones de patrocinio, comenzó en marzo de 2014 y terminó en noviembre del mismo año.
El torneo fue disputado por 16 equipos: los mejores catorce clubes de la temporada 2013 y el Bodø/Glimt y el Stabæk IF, campeón y subcampeón de la Adeccoligaen 2013, respectivamente.
El campeón fue el Molde FK fue el campeón y obtuvo su tercera liga en cuatro años.

## Equipos participantes
Los equipos que terminaron la temporada 2013 en los últimos dos lugares de la tabla descendieron a la Adeccoligaen 2014. El Hønefoss BK terminó en último lugar y descendió junto al Tromsø IL que terminó decimoquinto. Sarpsborg 08 ratificó su posición en la máxima división tras imponerse 3-0 en el resultado global ante el Ranheim Fotball en la promoción.
Bodø/Glimt y el Stabæk IF ascendieron en forma directa como campeón y subcampeón de la Adeccoligaen 2013, respectivamente. El Bodø/Glimt regresa tras cuatro años en segunda división, el Stabæk IF en cambio, una sola temporada.
| Pos | Descendidos de la Tippeligaen |
| --- | ----------------------------- |
| 15° | Tromsø IL                     |
| 16º | Hønefoss BK                   |

| Pos | Ascendidos de la Adeccoligaen |
| --- | ----------------------------- |
| 1º  | Bodø/Glimt                    |
| 2º  | Stabæk IF                     |

| Club              | Ciudad       | Estadio             | Superficie | Capacidad | Temporada pasada |
| ----------------- | ------------ | ------------------- | ---------- | --------- | ---------------- |
| Aalesunds FK      | Ålesund      | Color Line Stadion  | Artificial | 10.778    | 4°               |
| FK Bodø/Glimt     | Bodø         | Aspmyra stadium     | Artificial | 7.400     | 1° Adeccoligaen  |
| FK Haugesund      | Haugesund    | Haugesund Stadion   | Natural    | 5.000     | 3°               |
| IK Start          | Kristiansand | Sør Arena           | Artificial | 14.563    | 9°               |
| Lillestrøm SK     | Lillestrøm   | Åråsen stadion      | Natural    | 11.637    | 10°              |
| Molde FK          | Molde        | Aker Stadion        | Natural    | 11.800    | 6°               |
| Odd Grenland      | Skien        | Skagerak Arena      | Artificial | 13.500    | 7°               |
| Rosenborg BK      | Trondheim    | Lerkendal Stadion   | Natural    | 21.850    | 2°               |
| Sandnes Ulf       | Sandnes      | Sandnes Idrettspark | Natural    | 3.850     | 13°              |
| Sarpsborg 08      | Sarpsborg    | Sarpsborg Stadion   | Natural    | 5.000     | 14°              |
| SK Brann          | Bergen       | Brann Stadion       | Natural    | 17.824    | 8°               |
| Sogndal Fotball   | Sogndal      | Fosshaugane Campus  | Natural    | 5.402     | 12°              |
| Stabæk IF         | Bærum        | Nadderud Stadion    | Natural    | 7.000     | 2° Adeccoligaen  |
| Strømsgodset IF   | Drammen      | Marienlyst Stadion  | Artificial | 7.500     | 1° Campeón       |
| Vålerenga Fotball | Oslo         | Ullevaal Stadion    | Natural    | 25.572    | 11°              |
| Viking FK         | Stavanger    | Viking Stadion      | Natural    | 16.600    | 5°               |

### Distribución geográfica
| Fylke            | Cantidad | Clubes                             |
| ---------------- | -------- | ---------------------------------- |
| Rogaland         | 3        | FK Haugesund Sandnes Ulf Viking FK |
| Møre og Romsdal  | 2        | Aalesunds FK Molde FK              |
| Akershus         | 2        | Stabæk IF Lillestrøm SK            |
| Nordland         | 1        | Bodø/Glimt                         |
| Buskerud         | 1        | Strømsgodset IF                    |
| Sør-Trøndelag    | 1        | Rosenborg BK                       |
| Telemark         | 1        | Odd Grenland                       |
| Østfold          | 1        | Sarpsborg 08 FF                    |
| Hordaland        | 1        | SK Brann                           |
| Vest-Agder       | 1        | IK Start                           |
| Sogn og Fjordane | 1        | Sogndal Fotball                    |
| Oslo             | 1        | Vålerenga Fotball                  |

## Modo de disputa
El torneo se disputará mediante el sistema de todos contra todos, donde cada equipo jugará contra los demás dos veces, una como local, y otra como visitante.
Cada equipo recibe tres puntos por partido ganado, un punto en caso de empate, y ninguno si pierde.
Al finalizar el torneo, aquel equipo con mayor cantidad de puntos se consagrará campeón y obtendrá la posibilidad de disputar la siguiente edición de la Liga de Campeones de la UEFA. Los equipos ubicados en la segunda y tercera posición clasificarán a la Liga Europea de la UEFA. 
Los equipos que queden ubicados en las últimas dos posiciones descenderán automáticamente a la segunda división, mientras que aquel ubicado en la decimotercera (13°) posición deberá jugar un partido contra un equipo proveniente de la segunda división, donde el ganador disputará la siguiente temporada de la primera división.

## Tabla de posiciones
|                 |     | Equipos de fútbol | PJ | G  | E  | P  | GF | GC | Dif | Pts |
| --------------- | --- | ----------------- | -- | -- | -- | -- | -- | -- | --- | --- |
| Clasifica a UEL | 1.  | Molde (C)         | 30 | 22 | 5  | 3  | 62 | 24 | 38  | 71  |
| Clasifica a UEL | 2.  | Rosenborg         | 30 | 18 | 6  | 6  | 64 | 43 | 21  | 60  |
| Clasifica a UCL | 3.  | Odd Grenland      | 30 | 17 | 7  | 6  | 52 | 32 | 20  | 58  |
|                 | 4.  | Strømsgodset      | 30 | 15 | 5  | 10 | 48 | 42 | 6   | 50  |
|                 | 5.  | Lillestrøm        | 30 | 13 | 7  | 10 | 49 | 35 | 14  | 46  |
|                 | 6.  | Vålerenga         | 30 | 11 | 9  | 10 | 59 | 53 | 6   | 42  |
|                 | 7.  | Aalesunds FK      | 30 | 11 | 8  | 11 | 40 | 39 | 1   | 41  |
|                 | 8.  | Sarpsborg 08      | 30 | 10 | 10 | 10 | 41 | 48 | -7  | 40  |
|                 | 9.  | Stabæk            | 30 | 11 | 6  | 13 | 44 | 52 | -8  | 39  |
|                 | 10. | Viking FK         | 30 | 8  | 12 | 10 | 42 | 42 | 0   | 36  |
|                 | 11. | Haugesund         | 30 | 10 | 6  | 14 | 43 | 49 | -6  | 36  |
|                 | 12. | IK Start          | 30 | 10 | 5  | 15 | 47 | 60 | -13 | 35  |
|                 | 13. | Bodø/Glimt        | 30 | 10 | 5  | 15 | 45 | 60 | -15 | 35  |
|                 | 14. | Brann             | 30 | 8  | 5  | 17 | 41 | 54 | -13 | 29  |
| Descendió       | 15. | Sogndal           | 30 | 6  | 6  | 18 | 31 | 49 | -18 | 24  |
| Descendió       | 16. | Sandnes Ulf       | 30 | 4  | 10 | 16 | 27 | 53 | -26 | 22  |

|    |         |
| C: | Campeón |

|  |                                        |
|  | Clasificado a la UEFA Champions League |

|  |                                      |
|  | Clasificados a la UEFA Europa League |

|  |                                   |
|  | En zona de repechaje al descenso. |

|  |                                |
|  | Descendiendo a la Adeccoligaen |

### Tabla de Goleadores
Goles Anotados.

| Jugador             | Club         | Anotado |
| ------------------- | ------------ | ------- |
| Viðar Kjartansson   | Vålerenga    | 25      |
| Christian Gytkjær   | Haugesund    | 15      |
| Alexander Søderlund | Rosenborg BK | 14      |
| Franck Boli         | Stabæk       | 13      |
| Mohamed Elyounoussi | Molde        | 13      |

## Partidos
| Molde FK        | 2 - 0 | Vålerenga     | 28 de marzo | Aker Stadion        |
| FK Haugesund    | 1 - 1 | Lillestrøm SK | 29 de marzo | Haugesund Stadion   |
| Rosenborg BK    | 2 - 2 | Viking FK     | 29 de marzo | Lerkendal Stadion   |
| Bodø/Glimt      | 1 - 1 | Aalesunds FK  | 30 de marzo | Aspmyra Stadium     |
| Sandnes Ulf     | 1 - 1 | Odd Grenland  | 30 de marzo | Sandnes Idrettspark |
| Stabæk IF       | 3 - 0 | Sogndal       | 30 de marzo | Nadderud Stadion    |
| Strømsgodset IF | 4 - 2 | IK Start      | 30 de marzo | Marienlyst Stadion  |
| Sarpsborg 08    | 3 - 0 | SK Brann      | 30 de marzo | Sarpsborg Stadion   |

| Viking FK     | 0 - 0 | Strømsgodset IF | 4 de abril | Viking Stadion     |
| Odd Grenland  | 2 - 1 | Molde FK        | 5 de abril | Skagerak Arena     |
| Aalesunds FK  | 1 - 1 | Rosenborg BK    | 5 de abril | Color Line Stadion |
| IK Start      | 3 - 1 | FK Haugesund    | 6 de abril | Skagerak Arena     |
| Vålerenga     | 3 - 1 | Bodø/Glimt      | 6 de abril | Ullevaal Stadion   |
| Sogndal       | 1 - 1 | Sarpsborg 08    | 6 de abril | Fosshaugane Campus |
| Lillestrøm SK | 4 - 1 | Sandnes Ulf     | 6 de abril | Åråsen Stadion     |
| SK Brann      | 1 - 2 | Stabæk IF       | 6 de abril | Brann Stadion      |

| Sandnes Ulf     | 1 - 1 | SK Brann     | 11 de abril | Sandnes Idrettspark |
| Lillestrøm SK   | 0 - 1 | Viking FK    | 12 de abril | Åråsen Stadion      |
| FK Haugesund    | 1 - 1 | Vålerenga    | 12 de abril | Haugesund Stadion   |
| Stabæk IF       | 0 - 2 | Molde FK     | 13 de abril | Nadderud Stadion    |
| Bodø/Glimt      | 4 - 2 | Sogndal      | 13 de abril | Aspmyra Stadium     |
| Strømsgodset IF | 2 - 0 | Aalesunds FK | 13 de abril | Marienlyst Stadion  |
| Sarpsborg 08    | 1 - 1 | IK Start     | 13 de abril | Sarpsborg Stadion   |
| Rosenborg BK    | 2 - 0 | Odd Grenland | 13 de abril | Lerkendal Stadion   |

| Viking FK    | 2 - 0 | FK Haugesund    | 21 de abril | Viking Stadion     |
| Aalesunds FK | 1 - 2 | IK Start        | 21 de abril | Color Line Stadion |
| Vålerenga    | 3 - 0 | Sandnes Ulf     | 21 de abril | Ullevaal Stadion   |
| SK Brann     | 2 - 0 | Lillestrøm SK   | 21 de abril | Brann Stadion      |
| Molde FK     | 5 - 1 | Sarpsborg 08    | 21 de abril | Aker Stadion       |
| Odd Grenland | 2 - 1 | Stabæk IF       | 21 de abril | Skagerak Arena     |
| Sogndal      | 1 - 3 | Strømsgodset IF | 21 de abril | Fosshaugane Campus |
| Bodø/Glimt   | 2 - 2 | Rosenborg BK    | 21 de abril | Aspmyra Stadium    |

| Strømsgodset IF | 2 - 1 | Odd Grenland | 27 de abril | Marienlyst Stadion  |
| Rosenborg BK    | 5 - 2 | SK Brann     | 27 de abril | Lerkendal Stadion   |
| Stabæk IF       | 2 - 1 | Bodø/Glimt   | 27 de abril | Nadderud Stadion    |
| FK Haugesund    | 0 - 3 | Sogndal      | 27 de abril | Haugesund Stadion   |
| Sandnes Ulf     | 1 - 3 | Molde FK     | 27 de abril | Sandnes Idrettspark |
| IK Start        | 0 - 2 | Viking FK    | 27 de abril | Skagerak Arena      |
| Lillestrøm SK   | 0 - 0 | Aalesunds FK | 28 de abril | Åråsen Stadion      |
| Sarpsborg 08    | 3 - 0 | Vålerenga    | 28 de abril | Sarpsborg Stadion   |

| SK Brann     | 1 - 3 | FK Haugesund    | 30 de abril | Brann Stadion       |
| Sandnes Ulf  | 2 - 1 | Stabæk IF       | 30 de abril | Sandnes Idrettspark |
| Aalesunds FK | 1 - 2 | Viking FK       | 1 de mayo   | Color Line Stadion  |
| Bodø/Glimt   | 1 - 2 | Lillestrøm SK   | 1 de mayo   | Aspmyra Stadium     |
| Molde FK     | 2 - 0 | IK Start        | 1 de mayo   | Aker Stadion        |
| Odd Grenland | 2 - 0 | Sarpsborg 08    | 1 de mayo   | Skagerak Arena      |
| Vålerenga    | 3 - 0 | Strømsgodset IF | 1 de mayo   | Ullevaal Stadion    |
| Sogndal      | 1 - 2 | Rosenborg BK    | 1 de mayo   | Fosshaugane Campus  |

| FK Haugesund    | 1 - 2 | Aalesunds FK | 4 de mayo | Haugesund Stadion  |
| Sarpsborg 08    | 2 - 1 | Sandnes Ulf  | 4 de mayo | Sarpsborg Stadion  |
| Strømsgodset IF | 2 - 0 | Bodø/Glimt   | 4 de mayo | Marienlyst Stadion |
| Rosenborg BK    | 0 - 2 | Molde FK     | 4 de mayo | Lerkendal Stadion  |
| Lillestrøm SK   | 2 - 0 | Sogndal      | 4 de mayo | Åråsen Stadion     |
| IK Start        | 1 - 1 | SK Brann     | 4 de mayo | Skagerak Arena     |
| Viking FK       | 1 - 1 | Odd Grenland | 5 de mayo | Viking Stadion     |
| Stabæk IF       | 0 - 3 | Vålerenga    | 5 de mayo | Nadderud Stadion   |

| Bodø/Glimt   | 2 - 1 | FK Haugesund    | 10 de mayo | Aspmyra Stadium     |
| Aalesunds FK | 0 - 1 | SK Brann        | 10 de mayo | Color Line Stadion  |
| Odd Grenland | 0 - 2 | Lillestrøm SK   | 11 de mayo | Skagerak Arena      |
| Vålerenga    | 1 - 1 | Viking FK       | 11 de mayo | Ullevaal Stadion    |
| Sogndal      | 2 - 1 | Start           | 11 de mayo | Fosshaugane Campus  |
| Stabæk IF    | 3 - 2 | Sarpsborg 08    | 11 de mayo | Nadderud Stadion    |
| Molde FK     | 2 - 2 | Strømsgodset IF | 11 de mayo | Aker Stadion        |
| Sandnes Ulf  | 0 - 2 | Rosenborg BK    | 12 de mayo | Sandnes Idrettspark |

| SK Brann        | 1 - 2 | Bodø/Glimt   | 16 de mayo | Brann Stadion      |
| FK Haugesund    | 1 - 2 | Odd Grenland | 16 de mayo | Haugesund Stadion  |
| Aalesunds FK    | 2 - 2 | Sogndal      | 16 de mayo | Color Line Stadion |
| Lillestrøm SK   | 1 - 2 | Molde FK     | 16 de mayo | Åråsen Stadion     |
| Viking FK       | 2 - 2 | Sandnes Ulf  | 16 de mayo | Viking Stadion     |
| IK Start        | 2 - 2 | Vålerenga    | 16 de mayo | Skagerak Arena     |
| Rosenborg BK    | 1 - 3 | Stabæk IF    | 16 de mayo | Lerkendal Stadion  |
| Strømsgodset IF | 4 - 1 | Sarpsborg 08 | 16 de mayo | Marienlyst Stadion |

| Vålerenga    | 2 - 2 | Lillestrøm SK   | 19 de mayo | Ullevaal Stadion    |
| Sarpsborg 08 | 1 - 1 | Rosenborg BK    | 19 de mayo | Sarpsborg Stadion   |
| Bodø/Glimt   | 2 - 1 | IK Start        | 20 de mayo | Aspmyra Stadium     |
| Sandnes Ulf  | 0 - 0 | FK Haugesund    | 20 de mayo | Sandnes Idrettspark |
| Odd Grenland | 2 - 1 | Aalesunds FK    | 20 de mayo | Skagerak Arena      |
| Molde FK     | 1 - 0 | Viking FK       | 20 de mayo | Aker Stadion        |
| Sogndal      | 2 - 1 | SK Brann        | 20 de mayo | Fosshaugane Campus  |
| Stabæk IF    | 2 - 1 | Strømsgodset IF | 20 de mayo | Nadderud Stadion    |

| FK Haugesund    | 1 - 1 | Molde FK     | 23 de mayo | Haugesund Stadion  |
| Lillestrøm SK   | 5 - 1 | Stabæk IF    | 24 de mayo | Åråsen Stadion     |
| Strømsgodset IF | 1 - 1 | Rosenborg BK | 24 de mayo | Marienlyst Stadion |
| Aalesunds FK    | 0 - 0 | Sarpsborg 08 | 25 de mayo | Color Line Stadion |
| Viking FK       | 2 - 3 | Bodø/Glimt   | 25 de mayo | Viking Stadion     |
| IK Start        | 0 - 1 | Odd Grenland | 25 de mayo | Skagerak Arena     |
| Sogndal         | 1 - 0 | Sandnes Ulf  | 25 de mayo | Fosshaugane Campus |
| SK Brann        | 2 - 3 | Vålerenga    | 25 de mayo | Brann Stadion      |

| Strømsgodset IF | 2 - 1 | FK Haugesund  | 9 de junio | Marienlyst Stadion  |
| Vålerenga       | 3 - 0 | Aalesunds FK  | 9 de junio | Ullevaal Stadion    |
| Sarpsborg 08    | 1 - 1 | Viking FK     | 9 de junio | Sarpsborg Stadion   |
| Molde FK        | 4 - 2 | SK Brann      | 9 de junio | Aker Stadion        |
| Sandnes Ulf     | 1 - 0 | Bodø/Glimt    | 9 de junio | Sandnes Idrettspark |
| Odd Grenland    | 0 - 0 | Sogndal       | 9 de junio | Skagerak Arena      |
| Stabæk IF       | 1 - 2 | IK Start      | 9 de junio | Nadderud Stadion    |
| Rosenborg BK    | 3 - 1 | Lillestrøm SK | 9 de junio | Lerkendal Stadion   |

| SK Brann      | 0 - 1 | Odd Grenland    | 12 de junio | Brann Stadion      |
| Bodø/Glimt    | 1 - 1 | Molde FK        | 12 de junio | Aspmyra Stadium    |
| Aalesunds FK  | 3 - 0 | Sandnes Ulf     | 12 de junio | Color Line Stadion |
| IK Start      | 2 - 4 | Rosenborg BK    | 12 de junio | Skagerak Arena     |
| Sogndal       | 2 - 0 | Vålerenga       | 12 de junio | Fosshaugane Campus |
| Lillestrøm SK | 3 - 0 | Strømsgodset IF | 12 de junio | Åråsen Stadion     |
| FK Haugesund  | 4 - 0 | Sarpsborg 08    | 12 de junio | Haugesund Stadion  |
| Viking FK     | 4 - 1 | Stabæk IF       | 12 de junio | Viking Stadion     |

| Molde FK        | 3 - 0 | Sogndal       | 5 de julio | Aker Stadion       |
| Viking FK       | 0 - 2 | Sandnes Ulf   | 6 de julio | Viking Stadion     |
| Sarpsborg 08    | 2 - 1 | Bodø/Glimt    | 6 de julio | Sarpsborg Stadion  |
| Rosenborg BK    | 5 - 3 | FK Haugesund  | 6 de julio | Lerkendal Stadion  |
| Stabæk IF       | 0 - 2 | Aalesunds FK  | 6 de julio | Nadderud Stadion   |
| IK Start        | 3 - 1 | Lillestrøm SK | 6 de julio | Skagerak Arena     |
| Strømsgodset IF | 1 - 0 | Sandnes Ulf   | 6 de julio | Marienlyst Stadion |
| Odd Grenland    | 2 - 2 | Vålerenga     | 7 de julio | Skagerak Arena     |

| Aalesunds FK  | 0 - 1 | Molde FK        | 11 de julio | Color Line Stadion  |
| SK Brann      | 0 - 1 | Strømsgodset IF | 12 de julio | Brann Stadion       |
| Bodø/Glimt    | 0 - 3 | Odd Grenland    | 12 de julio | Aspmyra Stadium     |
| Sogndal       | 0 - 0 | Viking FK       | 12 de julio | Fosshaugane Campus  |
| Sandnes Ulf   | 1 - 2 | IK Start        | 12 de julio | Sandnes Idrettspark |
| Lillestrøm SK | 0 - 0 | Sarpsborg 08    | 12 de julio | Åråsen Stadion      |
| FK Haugesund  | 2 - 0 | Stabæk IF       | 13 de julio | Haugesund Stadion   |
| Vålerenga     | 2 - 2 | Rosenborg BK    | 13 de julio | Ullevaal Stadion    |

| Stabæk IF       | 1 - 1 | SK Brann      | 18 de julio       | Nadderud Stadion   |
| IK Start        | 2 - 1 | Bodø/Glimt    | 19 de julio       | Skagerak Arena     |
| Strømsgodset IF | 0 - 2 | Vålerenga     | 19 de julio       | Marienlyst Stadion |
| Odd Grenland    | 0 - 0 | FK Haugesund  |                   | Skagerak Arena     |
| Molde FK        | 3 - 1 | Sandnes Ulf   | Aker Stadion      |                    |
| Rosenborg BK    | 1 - 0 | Sogndal       | Lerkendal Stadion |                    |
| Viking FK       | 0 - 0 | Lillestrøm SK | Viking Stadion    |                    |
| Sarpsborg 08    | 3 - 2 | Aalesunds FK  | 22 de julio       | Sarpsborg Stadion  |

| Aalesunds FK | 1 - 1 | Lillestrøm SK   | 26 de julio | Color Line Stadion  |                  |
| Sandnes Ulf  | 1 - 3 | Strømsgodset IF | 26 de julio | Sandnes Idrettspark |                  |
| SK Brann     | 0 - 1 | Viking FK       | 27 de julio | Brann Stadion       |                  |
| Bodø/Glimt   | 3 - 4 | Sarpsborg 08    | 27 de julio | Aspmyra Stadium     |                  |
| FK Haugesund | 5 - 1 | IK Start        | 27 de julio | Haugesund Stadion   |                  |
| Molde FK     | 3 - 1 | Rosenborg BK    | 27 de julio | Aker Stadion        |                  |
| Sogndal      | 1 - 3 | Odd Grenland    | 27 de julio | Fosshaugane Campus  |                  |
| Vålerenga    | 3 - 2 | Stabæk IF       | 27 de julio | 29 de julio         | Ullevaal Stadion |

| Lillestrøm SK   | 4 - 3 | SK Brann     | 1 de agosto | Åråsen Stadion     |
| Strømsgodset IF | 1 - 1 | Sogndal      | 2 de agosto | Marienlyst Stadion |
| Viking FK       | 5 - 5 | Vålerenga    | 2 de agosto | Viking Stadion     |
| Aalesunds FK    | 2 - 1 | Bodø/Glimt   | 3 de agosto | Color Line Stadion |
| Sarpsborg 08    | 0 - 2 | FK Haugesund | 3 de agosto | Sarpsborg Stadion  |
| IK Start        | 1 - 1 | Molde FK     | 3 de agosto | Skagerak Arena     |
| Odd Grenland    | 3 - 1 | Sandnes Ulf  | 3 de agosto | Skagerak Arena     |
| Stabæk IF       | 4 - 1 | Rosenborg BK | 3 de agosto | Nadderud Stadion   |

| SK Brann     | 1 - 0 | Aalesunds FK    | 8 de agosto  | Brann Stadion       |
| Vålerenga    | 2 - 2 | Sarpsborg 08    | 9 de agosto  | Ullevaal Stadion    |
| Odd Grenland | 1 - 0 | Strømsgodset IF | 9 de agosto  | Skagerak Arena      |
| Sogndal      | 0 - 1 | Bodø/Glimt      | 10 de agosto | Fosshaugane Campus  |
| FK Haugesund | 1 - 1 | Viking FK       | 10 de agosto | Haugesund Stadion   |
| Molde FK     | 2 - 2 | Stabæk IF       | 10 de agosto | Aker Stadion        |
| Rosenborg BK | 3 - 2 | IK Start        | 10 de agosto | Lerkendal Stadion   |
| Sandnes Ulf  | 0 - 0 | Lillestrøm SK   | 10 de agosto | Sandnes Idrettspark |

| IK Start      | 2 - 3 | Strømsgodset IF | 15 de agosto | Skagerak Arena     |
| Viking FK     | 4 - 2 | Sogndal         | 16 de agosto | Viking Stadion     |
| Aalesunds FK  | 3 - 0 | FK Haugesund    | 16 de agosto | Color Line Stadion |
| SK Brann      | 3 - 1 | Rosenborg BK    | 17 de agosto | Brann Stadion      |
| Bodø/Glimt    | 1 - 1 | Sandnes Ulf     | 17 de agosto | Aspmyra Stadium    |
| Sarpsborg 08  | 0 - 2 | Molde FK        | 17 de agosto | Sarpsborg Stadion  |
| Stabæk IF     | 1 - 3 | Odd Grenland    | 17 de agosto | Nadderud Stadion   |
| Lillestrøm SK | 2 - 1 | Vålerenga       | 17 de agosto | Åråsen Stadion     |

| Sandnes Ulf     | 2 - 2 | Viking FK     | 22 de agosto | Sandnes Idrettspark |
| Strømsgodset IF | 2 - 3 | Stabæk IF     | 23 de agosto | Marienlyst Stadion  |
| Vålerenga       | 3 - 3 | SK Brann      | 23 de agosto | Ullevaal Stadion    |
| FK Haugesund    | 1 - 2 | Bodø/Glimt    | 24 de agosto | Haugesund Stadion   |
| Molde FK        | 5 - 0 | Aalesunds FK  | 24 de agosto | Aker Stadion        |
| Odd Grenland    | 4 - 1 | IK Start      | 24 de agosto | Skagerak Arena      |
| Rosenborg BK    | 2 - 0 | Sarpsborg 08  | 24 de agosto | Lerkendal Stadion   |
| Sogndal         | 0 - 1 | Lillestrøm SK | 24 de agosto | Fosshaugane Campus  |

| Aalesunds FK  | 2 - 0 | Strømsgodset IF | 30 de agosto | Color Line Stadion |
| Sarpsborg 08  | 2 - 2 | Odd Grenland    | 30 de agosto | Sarpsborg Stadion  |
| Bodø/Glimt    | 4 - 3 | Vålerenga       | 30 de agosto | Aspmyra Stadium    |
| SK Brann      | 0 - 1 | Molde FK        | 31 de agosto | Brann Stadion      |
| Lillestrøm SK | 2 - 0 | FK Haugesund    | 31 de agosto | Åråsen Stadion     |
| Viking FK     | 1 - 2 | Rosenborg BK    | 31 de agosto | Viking Stadion     |
| IK Start      | 3 - 2 | Sogndal         | 31 de agosto | Skagerak Arena     |
| Stabæk IF     | 1 - 1 | Sandnes Ulf     | 31 de agosto | Nadderud Stadion   |

| Rosenborg BK    | 3 - 1 | Bodø/Glimt    | 12 de septiembre | Lerkendal Stadion   |
| Strømsgodset IF | 1 - 4 | SK Brann      | 13 de septiembre | Marienlyst Stadion  |
| Odd Grenland    | 4 - 1 | Viking FK     | 13 de septiembre | Skagerak Arena      |
| Vålerenga       | 4 - 1 | FK Haugesund  | 14 de septiembre | Ullevaal Stadion    |
| Molde FK        | 3 - 2 | Lillestrøm SK | 14 de septiembre | Aker Stadion        |
| Sandnes Ulf     | 0 - 2 | Sarpsborg 08  | 14 de septiembre | Sandnes Idrettspark |
| Sogndal         | 1 - 1 | Aalesunds FK  | 14 de septiembre | Fosshaugane Campus  |
| IK Start        | 2 - 3 | Stabæk IF     | 14 de septiembre | Skagerak Arena      |

| SK Brann      | 1 - 1 | Sandnes Ulf     | 19 de septiembre | Brann Stadion      |
| Vålerenga     | 0 - 2 | Molde FK        | 20 de septiembre | Ullevaal Stadion   |
| Bodø/Glimt    | 0 - 4 | Strømsgodset IF | 20 de septiembre | Aspmyra Stadium    |
| FK Haugesund  | 2 - 1 | Rosenborg BK    | 21 de septiembre | Haugesund Stadion  |
| Lillestrøm SK | 2 - 0 | Odd Grenland    | 21 de septiembre | Åråsen Stadion     |
| Aalesunds FK  | 3 - 0 | Stabæk IF       | 21 de septiembre | Color Line Stadion |
| Sarpsborg 08  | 3 - 1 | Sogndal         | 21 de septiembre | Sarpsborg Stadion  |
| Viking FK     | 0 - 1 | IK Start        | 21 de septiembre | Viking Stadion     |

| Sandnes Ulf     | 2 - 1 | Vålerenga     | 26 de septiembre | Sandnes Idrettspark |
| Molde FK        | 2 - 1 | Bodø/Glimt    | 27 de septiembre | Aker Stadion        |
| Sogndal         | 4 - 1 | FK Haugesund  | 27 de septiembre | Fosshaugane Campus  |
| Strømsgodset IF | 2 - 1 | Viking FK     | 27 de septiembre | Marienlyst Stadion  |
| Odd Grenland    | 4 - 0 | SK Brann      | 28 de septiembre | Skagerak Arena      |
| Rosenborg BK    | 3 - 0 | Aalesunds FK  | 28 de septiembre | Lerkendal Stadion   |
| IK Start        | 3 - 1 | Sarpsborg 08  | 28 de septiembre | Skagerak Arena      |
| Stabæk IF       | 2 - 0 | Lillestrøm SK | 28 de septiembre | Nadderud Stadion    |

| Lillestrøm SK | 0 - 2 | Rosenborg BK    | 3 de octubre | Åråsen Stadion     |
| Aalesunds FK  | 2 - 2 | Odd Grenland    | 4 de octubre | Color Line Stadion |
| Viking FK     | 1 - 2 | Molde FK        | 4 de octubre | Viking Stadion     |
| Vålerenga     | 2 - 1 | Sogndal         | 5 de octubre | Ullevaal Stadion   |
| FK Haugesund  | 2 - 0 | Sandnes Ulf     | 5 de octubre | Haugesund Stadion  |
| SK Brann      | 1 - 2 | IK Start        | 5 de octubre | Brann Stadion      |
| Bodø/Glimt    | 1 - 1 | Stabæk IF       | 5 de octubre | Aspmyra Stadium    |
| Sarpsborg 08  | 0 - 0 | Strømsgodset IF | 5 de octubre | Sarpsborg Stadion  |

| SK Brann        | 1 - 2 | Sarpsborg 08  | 17 de octubre | Brann Stadion       |
| IK Start        | 1 - 2 | Aalesunds FK  | 18 de octubre | Skagerak Arena      |
| Molde FK        | 1 - 2 | FK Haugesund  | 18 de octubre | Aker Stadion        |
| Odd Grenland    | 4 - 3 | Bodø/Glimt    | 19 de octubre | Skagerak Arena      |
| Rosenborg BK    | 3 - 2 | Vålerenga     | 19 de octubre | Lerkendal Stadion   |
| Sandnes Ulf     | 1 - 0 | Sogndal       | 19 de octubre | Sandnes Idrettspark |
| Stabæk IF       | 1 - 1 | Viking FK     | 19 de octubre | Nadderud Stadion    |
| Strømsgodset IF | 2 - 1 | Lillestrøm SK | 19 de octubre | Marienlyst Stadion  |

| Vålerenga     | 1 - 2 | Odd Grenland    | 24 de octubre | Ullevaal Stadion   |
| FK Haugesund  | 3 - 2 | Strømsgodset IF | 25 de octubre | Haugesund Stadion  |
| Sogndal       | 0 - 1 | Molde FK        | 26 de octubre | Fosshaugane Campus |
| Bodø/Glimt    | 2 - 1 | SK Brann        | 26 de octubre | Aspmyra Stadium    |
| Lillestrøm SK | 4 - 1 | IK Start        | 26 de octubre | Åråsen Stadion     |
| Sarpsborg 08  | 1 - 1 | Stabæk IF       | 26 de octubre | Sarpsborg Stadion  |
| Viking FK     | 1 - 2 | Aalesunds FK    | 26 de octubre | Viking Stadion     |
| Rosenborg BK  | 3 - 1 | Sandnes Ulf     | 26 de octubre | Lerkendal Stadion  |

| Strømsgodset IF | 2 - 0 | Molde FK     | 2 de noviembre | Marienlyst Stadion |
| Odd Grenland    | 0 - 1 | Rosenborg BK | 2 de noviembre | Skagerak Arena     |
| SK Brann        | 2 - 1 | Sogndal      | 2 de noviembre | Brann Stadion      |
| Lillestrøm SK   | 4 - 0 | Bodø/Glimt   | 2 de noviembre | Åråsen Stadion     |
| Aalesunds FK    | 4 - 1 | Vålerenga    | 2 de noviembre | Color Line Stadion |
| Viking FK       | 1 - 0 | Sarpsborg 08 | 2 de noviembre | Viking Stadion     |
| IK Start        | 3 - 3 | Sandnes Ulf  | 2 de noviembre | Skagerak Arena     |
| Stabæk IF       | 0 - 1 | FK Haugesund | 2 de noviembre | Nadderud Stadion   |

| Vålerenga    | 1 - 0 | IK Start        | 11 de noviembre | Ullevaal Stadion    |
| FK Haugesund | 2 - 3 | SK Brann        | 11 de noviembre | Haugesund Stadion   |
| Molde FK     | 2 - 0 | Odd Grenland    | 11 de noviembre | Aker Stadion        |
| Rosenborg BK | 4 - 1 | Strømsgodset IF | 11 de noviembre | Lerkendal Stadion   |
| Sandnes Ulf  | 1 - 2 | Aalesunds FK    | 11 de noviembre | Sandnes Idrettspark |
| Sogndal      | 0 - 2 | Stabæk IF       | 11 de noviembre | Fosshaugane Campus  |
| Bodø/Glimt   | 3 - 2 | Viking FK       | 11 de noviembre | Aspmyra Stadium     |
| Sarpsborg 08 | 3 - 2 | Lillestrøm SK   | 11 de noviembre | Sarpsborg Stadion   |

## Promoción de descenso
| SK Brann                                                     | 1 - 1 | Mjøndalen IF | Brann Stadion     | 23 de noviembre |
| Mjøndalen IF                                                 | 3 - 0 | SK Brann     | Mjøndalen Stadion | 26 de noviembre |
| Mjøndalen IF asciende de divisional al ganar la serie 4 a 1. |       |              |                   |                 |